# Ндебеле (язык)
Ндебе́ле — языки группы банту подгруппы нгуни, распространённые в Южной Африке.
Существуют два языка ндебеле:
- северный ндебеле — язык, распространённый в Зимбабве.
- южный ндебеле — язык, распространённый в ЮАР. Этот язык подвергся сильному влиянию языков группы сото-тсвана и поэтому иногда классифицируется как принадлежащий к этой группе.

Ндебеле восходит к зулусскому языку, распространённому в южной Африке. Когда Мзиликази, один из военачальников Чаки, со своим кланом ндебеле восстал против него и основал собственное королевство Матабелеленд, его народ также использовал зулусский язык. Часть клана осела в районе современной Претории, где на базе зулусского языка и языков сото-тсвана окружающих народов образовался южный ндебеле. Большая же часть ндебеле поселилась на территории современного Зимбабве и дала начало северному ндебеле.